# The Tallest Man on Earth
Saras Per Kristian Matsson, känd under artistnamnet The Tallest Man on Earth, född 30 april 1983 i Älvdalens församling, Kopparbergs län, är en svensk singer-songwriter. Matsson är uppväxt i Leksand, och inledde sin solokarriär 2006 efter att tidigare ha varit sångare i indiebandet Montezumas. Hans musik har ibland jämförts med musik av Bob Dylan.
Han var tidigare gift med Amanda Bergman. Tillsammans har de bland annat skrivit musiken till långfilmen En gång om året.

## Biografi
Kristian Matsson föddes den 30 april 1983 i Älvdalen och växte upp i Leksand i Dalarna. Innan han inledde sin solokarriär var han sångare i indiebandet Montezumas.
Matsson släppte sin första soloskiva, EP:n The Tallest Man on Earth, 2006. Skivan fick positiva recensioner.
Till en början ville inte Matsson låta sig fotograferas av journalister, utan ville "låta musiken tala för sig själv". Han har i efterhand kommenterat detta som naivt, men har också sagt att han inte trodde att karriären skulle bli så framgångsrik, han "skulle bara ut och spela litegrann".

### Genombrottet
2008 fick han ett genombrott utomlands med skivan Shallow Grave när den hyllades av sajten Pitchfork. Albumet ligger på plats 47 på Pitchforks lista över 2008 års bästa skivor. Skivan fick överlag väldigt bra recensioner. Han valdes som förband åt Bon Iver och turnerade sedan ensam i USA, Australien och Europa. Turnén med Bon Iver i synnerhet bidrog till att öka uppmärksamheten kring Matssons liveframträdanden och trots att han länge inte hade vare sig skivkontrakt eller distribution i USA så kom folk till konserterna.
Låten "Pistol Dreams", som även släpptes som singel, fanns med i miniserien Upp till kamp.
Den 9 oktober 2009 besökte The Tallest Man on Earth Daytrotter-studion, där totalt fyra låtar spelades in, bland annat en cover på Bob Dylans "I Want You". Matsson har i en intervju sagt att han tycker att Dylans album Blonde on Blonde, där låten "I Want You" finns med, är den bästa skivan genom tiderna. I samma intervju säger han även att de som anser att han härmar Dylan aldrig har hört Roscoe Holcomb, "vi härmar båda den här mannen". Under en konsert på Södra Teatern i Stockholm i december 2010 berättade Matsson hur mycket han stulit från Emmylou Harris, Feist och Cat Power, men tillade att det är det ingen som märker eftersom alla jämför honom med Dylan.

### The Wild Hunt

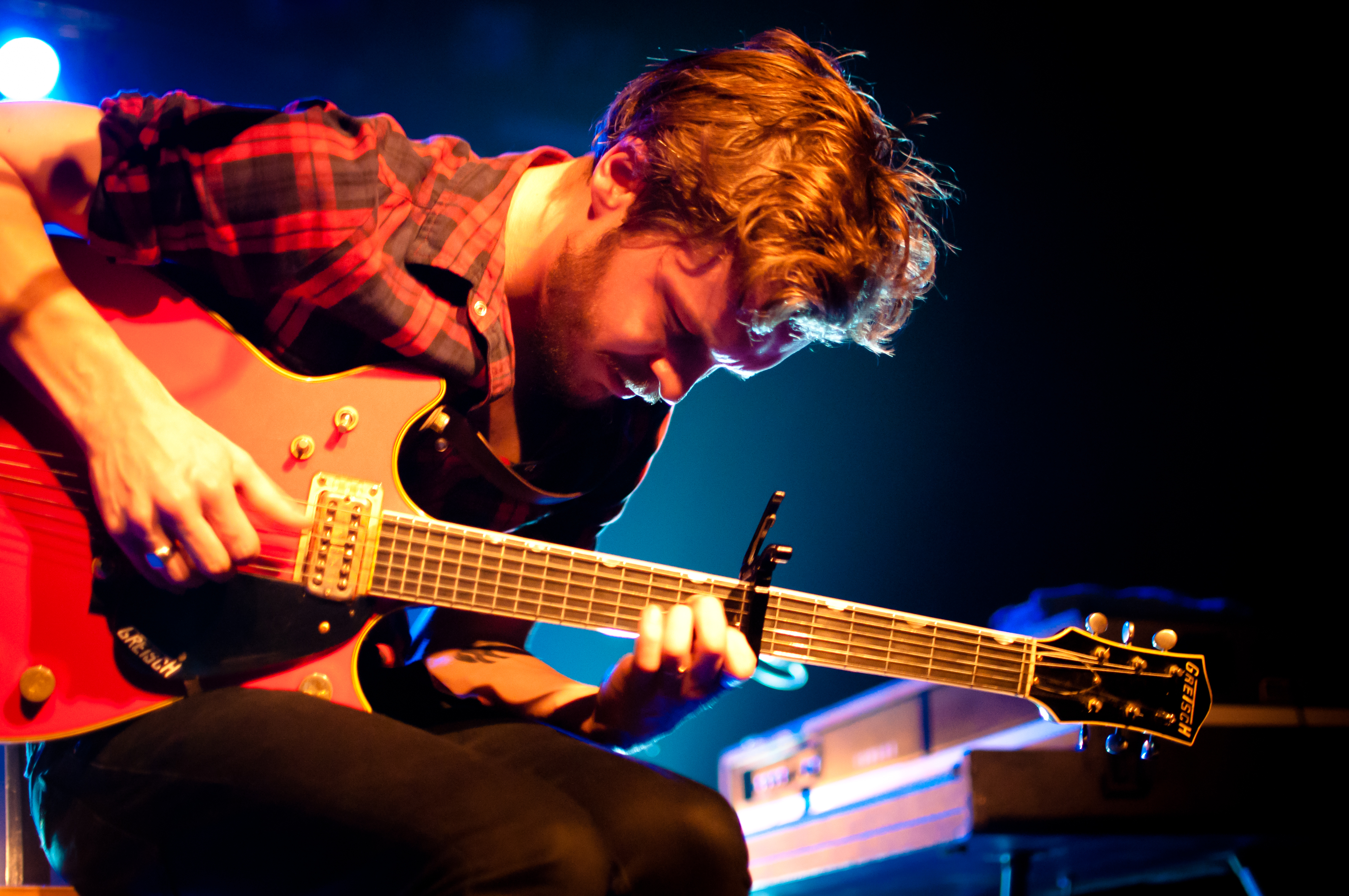
The Tallest Man on Earth den 17 november 2010.

I april 2010 släpptes det andra albumet, The Wild Hunt. Inför skivan hade Matsson förhandlat med flera stora skivbolag men nobbat dessa då han inte gillade deras intentioner om att stöpa om hans musik i en mer kommersiell form. Till slut föll valet på det amerikanska skivbolaget Dead Oceans, ett bolag som enligt Matsson själv ger honom artistisk frihet: "de är musiknördar som jag själv".
Skivan mottogs väl. Singeln "King of Spain", som förutom titelspåret även innehåller en cover på Paul Simons "Graceland" och det tidigare outgivna spåret "Where I Thought I Met the Angels", såldes exklusivt på den efterföljande Europaturnén. Under sensommaren och hösten 2010 åkte Matsson ut på turné i Nordamerika och Europa.
Albumet följdes av en EP, Sometimes the Blues is Just a Passing Bird, som även den fick goda recensioner. EP:n släpptes exklusivt för Itunes Store den 7 september, men kom senare även att utkomma på CD, LP och mp3, dock först den 8 november (9 november i USA). Skivan utgörs av fem låtar, alla skrivna efter The Wild Hunt. Av dessa märks inte minst låtarna "Like the Wheel", som utgjorde avslutningen på många spelningar under årets första hälft, och "The Dreamer", på vilken Matsson spelar elgitarr, något som inte har förekommit på tidigare inspelningar.
I anslutning till The Wild Hunt var The Tallest Man on Earth nominerad till flera priser. På Grammisgalan 2011 var han nominerad i kategorin "Årets manliga artist", men vinsten uteblev och gick istället till Håkan Hellström. Matsson var också nominerad i kategorin "Årets pop" på P3 Guld-galan 2011, men priset gick emellertid till gruppen This Is Head. I februari 2011 vann The Tallest Man on Earth priset i kategorin "Årets singer/songwriter" på Manifestgalan. Han var även nominerad i kategorin "Årets live", men där gick vinsten till Robyn.
Den 5 april 2011 medverkade Matsson i BBC:s program Later... with Jools Holland där han framförde låtarna "King of Spain" och "Love Is All". I juni samma år återutgavs debut-EP:n The Tallest Man on Earth på vinyl, i vilken det tidigare outgivna spåret "In the Pockets" inkluderades. Den 12 juli släpptes singeln Weather of a Killing Kind som en del av projektet Adult Swim Singles Program.
I augusti 2011 rapporterades att Matsson arbetar med ett soundtrack till den kommande filmen En gång om året tillsammans med Idiot Wind. Filmen premiärvisades på Göteborg Film Festival 29 januari 2012 och hade biopremiär 17 maj 2013.
Den 27 januari 2012 medverkade Matsson i TV-programmet På spåret. Där framförde han, backad av ett studioband, två coverlåtar: Thin Lizzys "Dancing in the Moonlight" och Cornelis Vreeswijks "En fattig trubadur". I februari samma år återutgavs singeln "King of Spain" som 12"-vinyl inför evenemanget Record Store Day. Skivan var limiterad till 2 000 exemplar.

### There's No Leaving Now

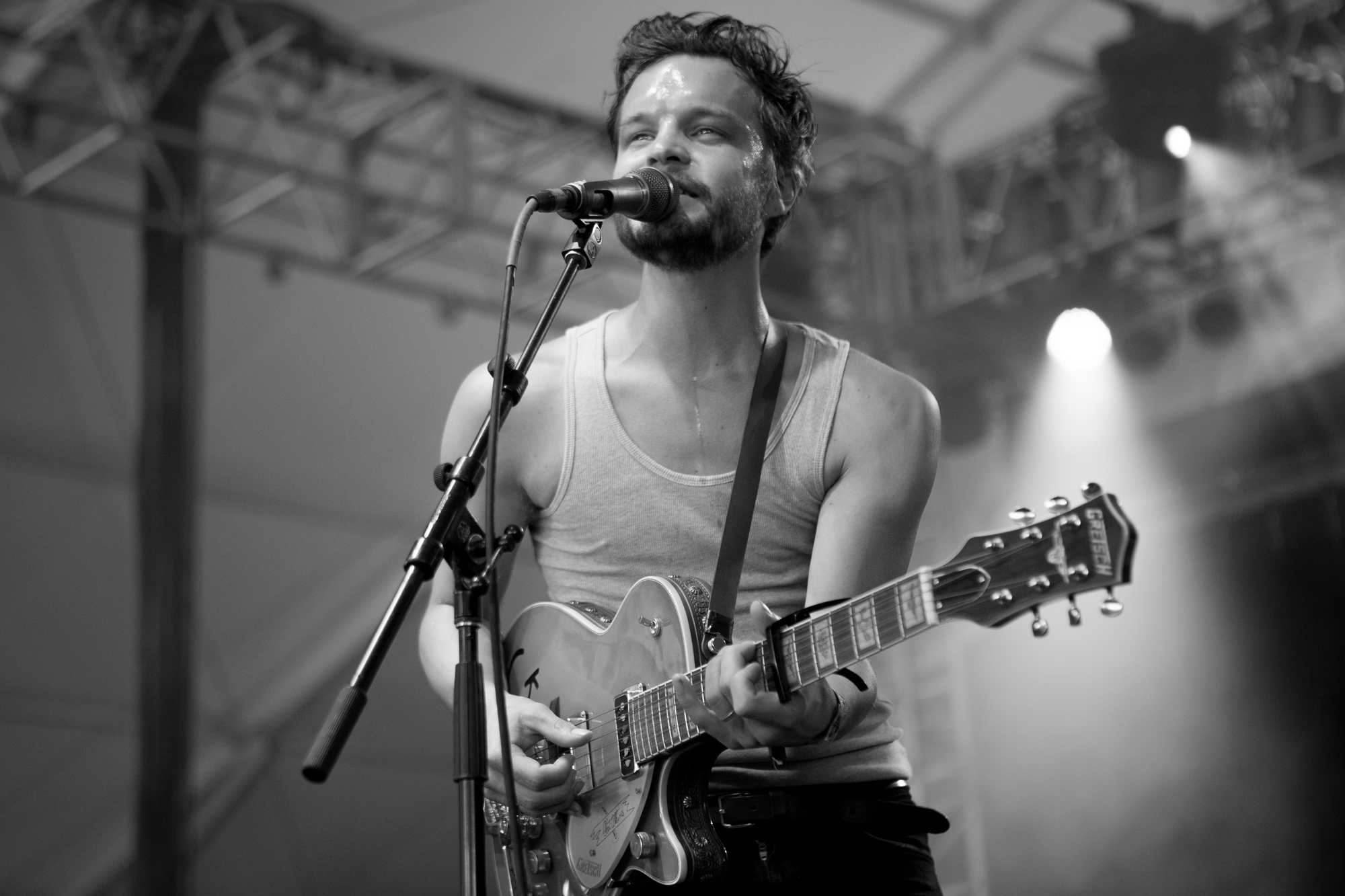
Matsson uppträder på Bonnaroo 2013.

Den 12 juni 2012 (11 juni i Storbritannien) släpptes The Tallest Man on Earths tredje studioalbum, There's No Leaving Now på Dead Oceans Records. Skivan spelades in av Matsson själv i hans hemmastudio i Dalarna under senare delen av 2011 och början av 2012. Skivan streamades på Dead Oceans hemsida en vecka innan dess officiella release.
I anslutning till skivan annonserades en sommarturné genom Europa och USA. Turnén inkluderade två sverigespelningar (på Södra Teatern i Stockholm) samt ett uppträdande på Newport Folk Festival. Ytterligare en turné genomfördes i oktober 2012, på vilken Matsson endast spelade i Europa.
Den 28 januari 2013 medverkade Matsson på en stödkonsert för den amerikanske musikern Jason Molina, som saknade sjukförsäkring och därför var skuldsatt efter en sjukhusvistelse. Konserten ägde rum på Södra Teatern i Stockholm och förutom Matsson spelade även bland andra I'm Kingfisher och Idiot Wind.

### Dark Bird Is Home
The Tallest Man on Earths tredje studioalbum Dark Bird Is Home kom ut den 12 maj 2015 på Dead Oceans Records. Han spelade på flera festivalspelningar under sommaren 2015, bland annat på Roskildefestivalen.

## Stil
Kritiker har jämfört The Tallest Man on Earth med Bob Dylan, både i termer av låtskrivande och i sång. Matsson har i en intervju förklarat att han började lyssna på Dylan när han var 15 år och att detta ledde vidare till att han upptäckte Pete Seeger och Woody Guthrie. Matsson har dock sagt att han inte ser sin musik som en del av någon specifik tradition.
Matsson använder i sina låtar ofta öppen stämning, men också standardstämning i mindre utsträckning. I skolåldern spelade han klassisk gitarr, vilket han dock tröttnade på efterhand. I 20-årsåldern upptäckte han öppen stämning när han lyssnade på Nick Drake.

## Diskografi
| Shallow Grave                   | - Släppt: 5 mars 2008 - Skivbolag: Gravitation, Mexican Summer - Format: CD, LP, digital nedladdning | —  | —  | —  | —   | —  | —   |
| The Wild Hunt                   | - Släppt: 13 april 2010 - Skivbolag: Dead Oceans, Gravitation - Format: CD, LP, digital nedladdning  | 38 | —  | —  | —   | 82 | 176 |
| There's No Leaving Now          | - Släppt: 11 juni 2012 - Skivbolag: Dead Oceans, Gravitation - Format: CD, LP, digital nedladdning   | 14 | 74 | 37 | 110 | 40 | 35  |
| Dark Bird Is Home               | - Släppt: 12 maj 2015 - Skivbolag: Dead Oceans, Gravitation - Format: CD, LP, digital nedladdning    | —  | —  | —  | —   | —  | —   |
| I Love You. It's a Fever Dream. | - Släppt: 2019                                                                                       | 52 |    |    |     |    |     |
| Too Late For Edelweiss          | - Släppt: 23 september 2022 - Skivbolag: ANTI- records                                               |    |    |    |     |    |     |
| Henry St.                       | - Släpps: 14 april 2023 - Skivbolag: ANTI- records                                                   |    |    |    |     |    |     |

### EP-skivor
- 2006 – The Tallest Man on Earth
- 2010 – Sometimes the Blues is Just a Passing Bird

### Singlar
- 2008 – "Pistol Dreams"
- 2010 – "King of Spain"
- 2010 – "Burden of Tomorrow"
- 2011 – "Weather of a Killing Kind"
- 2012 – "1904"
- 2016 – "Time of the Blue"
- 2016 – "Rivers"
- 2018 – "An Ocean"
- 2018 – "Somewhere in the Mountains, Somewhere in New York"
- 2018 – "Forever is a Very Long Time"
- 2018 – "Down in My Heart"
- 2018 – "Then I Won't Sing No More"
- 2019 – "The Running Styles of New York"
- 2022 - "För Sent för Edelweiss"
- 2022 - "Metal Firecracker"
- 2023 - "Every Little Heart"

### Övriga utgivningar
- Låten "A Field of Birds", specialskriven av The Tallest Man on Earth som en temalåt för välgörenhetsorganisationen Yellow Bird Project. Endast tillgänglig för nedladdning.[61]

## Filmmusik
- 2012 – En gång om året